# 1982 في بوليفيا
فيما يلي قوائم الأحداث التي وقعت خلال عام 1982 في بوليفيا.

## سياسة

### انتهاء فترة المنصب
- 21 يوليو – سلسوه توريليو قائمة رؤساء بوليفيا.

## مواليد

### يناير
- 14 يناير – ميغيل نافارو سبّاح بوليفي.

### فبراير
- 7 فبراير – هوغو سواريز لاعب كرة قدم بوليفي.[1]

### مارس
- 14 مارس – خايمي كاردوزو لاعب كرة قدم بوليفي.[2]

### أبريل
- 6 أبريل – سانتوس امادور لاعب كرة قدم بوليفي.[3]
- 27 أبريل – بيدرو باور لاعب كرة قدم بوليفي.[4]

### أغسطس
- 12 أغسطس – جوسيليتو فاكا لاعب كرة قدم بوليفي.[5]
- 13 أغسطس – دييغو كابريرا لاعب كرة قدم بوليفي.[6]

### ديسمبر
- 31 ديسمبر – وايلدر زابالا لاعب كرة قدم بوليفي.[7]

## وفيات

### يناير
- 1 يناير – رافاييل مينديز (مواليد 1904) لاعب كرة قدم بوليفي.
- 24 يناير – ألفريدو أوفاندو كانديا (مواليد 1918) سياسي بوليفي.[8]

### أبريل
- 23 أبريل – ماريا لويزا باتشيكو (مواليد 1919) رسامة بوليفية.

### ديسمبر
- 28 ديسمبر – ريناتو ساينز (مواليد 1899) لاعب كرة قدم بوليفي.